# Five emotion
Five emotion（ファイブエモーション）は、日本の女性5人組（現：2人組）ダンス&ボーカルユニット、YouTuber。
メンバー全員がABEMA TVの恋愛リアリティーショー出身。プラチナムプロダクション所属。所属レコードレーベルはpremium sound production。通称は「5えもん」。

## メンバー

### 現在
| 名前                           | 生年月日      | 血液型 | 出身地   | 在籍期間        |
| ------------------------------ | ------------- | ------ | -------- | --------------- |
| 向葵 まる （ひなた まる）      | 2003年4月29日 | O型    | 茨城県   | 2020年3月17日 - |
| 大橋あかり （おおはし あかり） | 2001年10月8日 | B型    | 神奈川県 | 2020年9月24日 - |

### 過去
| 名前                         | 生年月日      | 血液型 | 出身地   | 在籍期間                     |
| ---------------------------- | ------------- | ------ | -------- | ---------------------------- |
| 石川翔鈴 （いしかわ かれん） | 2003年3月28日 | B型    | 北海道   | 2020年3月17日 - 2022年9月1日 |
| 大塚美波 （おつか みなみ）   | 2001年6月28日 | O型    | 神奈川県 | 2020年9月24日 - 2022年9月1日 |
| 海老野心 （えびの こころ）   | 2002年6月29日 | B型    | 神奈川県 | 2020年9月24日 - 2022年9月1日 |

## 略歴
2020年3月17日、石川翔鈴・向葵まるによる2人組YouTuber「かれんとまるまる」（通称：かれんとまる）として活動を始める。開始からわずか3ヵ月でチャンネル登録者数が15万人を超える等順調だったが、同年9月21日、「かれんとまるまるチャンネルは閉鎖します」と突然の終了が発表される。
だが9月22日の生配信において、大橋あかり・大塚美波・海老野心とともに5人組ユニット活動を展開することを発表し、チャンネル閉鎖を撤回。それから3ヵ月近く経った同年12月18日の生配信において、グループ名が「Five emotion」に決定した。
2021年3月31日、デジタル・シングル『CANDY POP』が配信され、アーティストデビュー。小林礼佳が振付を手掛けた同曲は同年5月18日から、ABEMAの情報番組『パパラピーズのイマっぽTV』のテーマソングに使用された。
同年10月9日、 韓国のリップケアブランド「CHOOSY リップパック」のCMが放送開始。同CMのタイアップに使用された『TIKN TAKN』を同年11月17日に配信した。
同年12月28日、自身初のワンマンライブ『Five emotion First Live【前哨戦】〜絶景かな絶景かな。この詠めは値千金とは小さなたとえ、この5えもんからは万両〜』が表参道WALL&WALLで開催。当日は同じ事務所の石川涼楓と大塚萌香がゲストMCで登場し、ファンとのプレゼントコーナーも担当した。
2022年1月3日、2枚目シングルの『ウソつき。』をもとにした同名ドラマがYouTubeチャンネルで公開。同事務所の高橋聖那とともに共演した。同月にはユニバーサル・スタジオ・ジャパンの学生応援キャンペーン「ユニ春」のイメージキャラクターに起用。6月12日には品川プリンスホテル クラブeXで行われたイベント『恋フェス 2022』にも出演したが、同年9月1日、石川翔鈴・海老野心・⼤塚美波が5えもんからの卒業を発表。同月7日、未公開楽曲3曲が収録された1枚目のミニ・アルバム『これはきっと、』が配信された。
同年9月18日、『Five emotion卒業式』がSHIBUYA THE GAMEで開催され、同月22日の2周年記念生配信をもって3人が卒業。以後は向葵と大橋の2人体制となる。同11月5日の動画では「私たちとYouTube撮りませんか?」と呼び掛けて3人の穴を埋める新メンバーの募集を同年末まで行っていたが、2024年7月現在に至るまで新メンバー加入による活動再開のアナウンスはされておらず、動画更新も2022年12月31日を最後に休止状態となっている。

## ディスコグラフィ

### デジタル・シングル
|     | 配信日 | 配信日   | タイトル   | 作詞                   | 作曲                   | 編曲                   | プロデュース           |
| 年  | 月日   |          | タイトル   | 作詞                   | 作曲                   | 編曲                   | プロデュース           |
| --- | ------ | -------- | ---------- | ---------------------- | ---------------------- | ---------------------- | ---------------------- |
| 1st | 2021年 | 3月31日  | CANDY POP  | 詠人不知（久保あおい） | 詠人不知（久保あおい） | 詠人不知（久保あおい） | 詠人不知（久保あおい） |
| 2nd | 2021年 | 6月30日  | ウソつき。 | 詠人不知（久保あおい） | 詠人不知（久保あおい） | 詠人不知（久保あおい） | 詠人不知（久保あおい） |
| 3rd | 2021年 | 11月17日 | TIKN TAKN  | 詠人不知（久保あおい） | 詠人不知（久保あおい） | 詠人不知（久保あおい） | 詠人不知（久保あおい） |

### デジタル・アルバム
|     | 配信日 | 配信日 | タイトル       | 収録曲         |
| 年  | 月日   |        | タイトル       | 収録曲         |
| --- | ------ | ------ | -------------- | -------------- |
| 1st | 2022年 | 9月7日 | これはきっと、 | これはきっと、 |
| 1st | 2022年 | 9月7日 | これはきっと、 | 未読スルー     |
| 1st | 2022年 | 9月7日 | これはきっと、 | SECRET ADMIRER |

### ミュージック・ビデオ
| 2021年 | 3月31日  | CANDY POP  | MUSIC VIDEO            | KANI                           | 小林礼佳 | 小林礼佳 | 小林礼佳 |
| 2021年 | 6月30日  | ウソつき。 | MUSIC VIDEO ダンスver. | ナカジマセイト (superbly inc.) | 小林礼佳 | 小林礼佳 | 小林礼佳 |
| 2021年 | 11月17日 | TIKN TAKN  | MUSIC VIDEO            |                                | 小林礼佳 | 小林礼佳 | 小林礼佳 |

## タイアップ
| 起用年       | 曲名       | タイアップ                            |
| ------------ | ---------- | ------------------------------------- |
| 2021年       | TIKN TAKN  | CHOOSY「CHOOSY リップパック」CMソング |
| 発売後の起用 |            |                                       |
| 2022年       | ウソつき。 | ドラマ『ウソつき。』主題歌            |

## 出演

### ドラマ
- 『ウソつき。』（2022年1月3日、YouTube）

### CM
- CHOOSY リップパック（2021年）